# Национальная объединённая партия Армении
Национальная объединённая партия Армении (арм. Ազգային Միացյալ Կուսակցություն) — подпольная партия, основанная 24 апреля 1966 г. в Армянской ССР. Основатели — Айказ Хачатрян, Шаген Арутюнян и Степан Затикян.
После ареста и заключения основателей партии в 1968 году, Паруйр Айрикян становится лидером партии. Основные цели НОП — независимость Советской Армении от СССР, преодоление последствий геноцида армян. Программа определяла НОП как «национально-демократическую партию», общеармянскую организацию, членом которой может стать каждый армянин независимо от его политических и религиозных убеждений и даже партийной принадлежности. С 1973 г. переизбранный председатель НОП Паруйр Айрикян предложил стратегию независимость путем референдума.
Серию терактов в Москве (1977) советский суд связал с деятельностью НОП, был приведен в исполнение смертный приговор трем молодым армянам, включая Затикяна. 1 февраля 1979 года был обнародован документ N81 Московской Хельсинкской группы, в котором говорилось: «Отсутствие гласности и вся обстановка секретности дают основание сомневаться в обоснованности обвинения, в объективности и беспристрастности суда. Ряд лиц, например, утверждает, что С. Затикян вообще не был в Москве в момент взрыва».
Как писала правозащитница Людмила Алексеева, «Армения — единственная в СССР республика, где существует партия, ставящая своей целью отделение от СССР, и идея эта вызывает сочувствие народа. В течение 15 лет КГБ имел возможность убедиться в неуничтожаемости НОП — после каждой серии арестов появлялись новые и новые приверженцы».
Партия действовала до 1987 г., после чего была переименована в партию «Национальное самоопределение», которая стала первой демократической партией в СССР.